# Waseca
Waseca ist eine Kleinstadt (mit dem Status „City“) und Verwaltungssitz des Waseca County im US-amerikanischen Bundesstaat Minnesota. Das U.S. Census Bureau hat bei der Volkszählung 2020 eine Einwohnerzahl von 9.229 ermittelt. Waseca wurde am 10. April 1967 schwer von einem Tornado verwüstet.

## Geografie
Waseca liegt im Süden Minnesotas auf 44°04′44″ nördlicher Breite und 93°30′23″ westlicher Länge. Der Ort erstreckt sich über eine Fläche von 12,8 km², die sich auf 9,9 km² Land- und 2,9 km² Wasserfläche verteilen. Der Ort liegt im 1. Kongresswahlbezirk Minnesotas.
Benachbarte Orte von Waseca sind Morristown (21,5 km nordöstlich), Owatonna (24 km östlich), New Richland (21,9 km südlich), Janesville (16,8 km westnordwestlich), Elysian (23,9 km nordwestlich) und Waterville (18,6 km nordnordwestlich).
Die nächstgelegenen größeren Städte sind Minneapolis (116 km nördlich), Minnesotas Hauptstadt Saint Paul (123 km in der gleichen Richtung), Rochester (89,4 km östlich), Cedar Rapids in Iowa (333 km südsüdöstlich), Iowas Hauptstadt Des Moines (297 km südlich), Omaha in Nebraska (508 km südwestlich), Sioux Falls in South Dakota (309 km westsüdwestlich) und Fargo in North Dakota (493 km nordwestlich).

## Verkehr
Der vierspurig ausgebaute U.S. Highway 14 führt entlang des südlichen Stadtrandes von Weseca. Die Minnesota State Route 13 führt in Nord-Süd-Richtung als Hauptstraße durch die Stadt. Alle weiteren Straßen sind untergeordnete Landstraßen, teils unbefestigte Fahrwege sowie innerörtliche Verbindungsstraßen.
Im Stadtgebiet von Waseca treffen zwei Eisenbahnstrecken der Dakota, Minnesota and Eastern Railroad zusammen.
Mit dem Waseca Municipal Airport befindet sich am westlichen Stadtrand ein kleiner Flugplatz. Der nächste größere Flughafen ist der Minneapolis-Saint Paul International Airport (128 km nördlich).

## Demografische Daten
Nach der Volkszählung im Jahr 2010 lebten in Waseca 9410 Menschen in 3504 Haushalten. Die Bevölkerungsdichte betrug 950,5 Einwohner pro Quadratkilometer. In den 3504 Haushalten lebten statistisch je 2,33 Personen.
Ethnisch betrachtet setzte sich die Bevölkerung zusammen aus 89,0 Prozent Weißen, 3,7 Prozent Afroamerikanern, 1,5 Prozent amerikanischen Ureinwohnern, 1,0 Prozent Asiaten sowie 2,3 Prozent aus anderen ethnischen Gruppen; 2,5 Prozent stammten von zwei oder mehr Ethnien ab. Unabhängig von der ethnischen Zugehörigkeit waren 9,0 Prozent der Bevölkerung spanischer oder lateinamerikanischer Abstammung.
22,5 Prozent der Bevölkerung waren unter 18 Jahre alt, 64,1 Prozent waren zwischen 18 und 64 und 13,4 Prozent waren 65 Jahre oder älter. 57,4 Prozent der Bevölkerung war weiblich.

Das mittlere jährliche Einkommen eines Haushalts lag bei 45.539 USD. Das Pro-Kopf-Einkommen betrug 23.222 USD. 9,9 Prozent der Einwohner lebten unterhalb der Armutsgrenze.

## Bekannte Bewohner
- Ray J. Madden (1892–1987), ein Mitglied des US-Repräsentantenhauses
- Tim Penny (* 1951), früherer Abgeordneter der DFL
- Jeffrey Skilling (* 1953), ehemaliger CEO von Enron CEO, sitzt im Bundesgefängnis Waseca ein
- Leroy Shield (1893–1962), Komponist und Dirigent wurde in Waseca geboren

## Bildung
Die Waseca High School besuchen zwischen 700 und 800 Schüler. Die Schulfarben sind blau und gold, das Maskottchen ist ein Blauhäher. Ebenfalls am Ort befinden sich die Waseca Junior High and Central Intermediate School (CIS), sowie eine öffentliche Elementary School. Hinzu kommt eine privat getragene Elementary School.
In Waseca befindet sich eine landwirtschaftliche Forschungsstation der University of Minnesota.

## Wirtschaft
In Waseca sitzt Brown Printing, ein zur Gruppe Gruner + Jahr gehörendes Unternehmen. Dieses ist das viertgrößte Zeitschriftendruckhaus in den Vereinigten Staaten.

## Frauengefängnis
In Waseca befindet sich ein Bundesgefängnis für Frauen, das als Low Security eingestuft ist. In der 1992 eröffneten Einrichtung, die aus einem Collegegebäude der Universität hervorging, sind Plätze für rund 1000 Häftlinge vorgesehen.